# مقاطعة فرانكلين (تينيسي)
مقاطعة فرانكلين (بالإنجليزية: Franklin County, Tennessee)‏ هي إحدى مقاطعات ولاية تينيسي في الولايات المتحدة. ، وتبلغ مساحتها 1491 كم2، بلغ عدد سكانها 41052 نسمة في عام 2010 حسب إحصاء مكتب تعداد الولايات المتحدة وتصل الكثافة السكانية فيها 27 نسمة/كم2.

## أعلام
- إشام جي. هاريس
- إسحاق فان زانت
- توماس ريفرز
- صموئيل بي. مور
- اريك ستيوارت

## وصلات خارجية
- franklincotn.us